# Kong: King of the Apes
Kong: King of the Apes és una sèrie animada del Japó, els EUA, i el Canadà que està produïda per 41 Entertainment LLC i Arad Animation, i que va ser animada per OLM, Digital i Sprite Animation Studios. És la tercera sèrie animada de la franquícia King Kong. La sèrie es va estrenar a Netflix el 15 d'abril de 2016. La segona temporada es va estrenar el 4 de maig de 2018 i va ser la temporada final.